# Peracchius
Peracchius is een geslacht van halfvleugeligen (Hemiptera) uit de familie witte vliegen (Aleyrodidae), onderfamilie Aleyrodinae.
De wetenschappelijke naam van dit geslacht is voor het eerst geldig gepubliceerd door Lima & Racca-Filho in 2005. De typesoort is Peracchius durantae.

## Soort
Peracchius omvat de volgende soort:
- Peracchius durantae Lima & Racca-Filho, 2005